# 大石鸡
大石鸡（学名：Alectoris magna）为雉科石鸡属的鸟类，是中国的特有物种。分布于青海、甘肃等地，一般栖息于高海拔平原以及岩石性山脉斜坡和高原。该物种的模式产地在青海柴达木盆地。